# Back to the Beginning
Back to the Beginning foi um concerto beneficente da banda inglesa de heavy metal Black Sabbath, com a participação de diversos artistas convidados. Aconteceu em 5 de julho de 2025, no Villa Park, em Aston, Birmingham, na Inglaterra, bem próximo ao local em que a banda foi formada, em 1968.
O evento foi concluído com as últimas apresentações ao vivo tanto da banda quanto do vocalista Ozzy Osbourne; Este também marcou a primeira vez, desde a turnê do Ozzfest em 2005, que a formação original da banda (Osbourne, Tony Iommi, Geezer Butler e Bill Ward) se apresentou junta ao vivo. Osbourne, sem mais conseguir andar devido ao estágio avançado da Doença de Parkinson, cantou sentado num trono. Dezessete dias após o evento, Osbourne faleceu devido a complicações em seu quadro de saúde.
O evento foi transmitido mundialmente via pay-per-view com um atraso de transmissão de três horas. Contou com uma programação de vários artistas all-star, incluindo dois "supergrupos" de músicos servindo como a house band. O evento arrecadou £140 milhões (R$ 1,55 bilhões), valor esse que será dividido entre o Acorns Children's Hospice, Birmingham Children's Hospital, e a organização Cure Parkinson's.

## Contexto

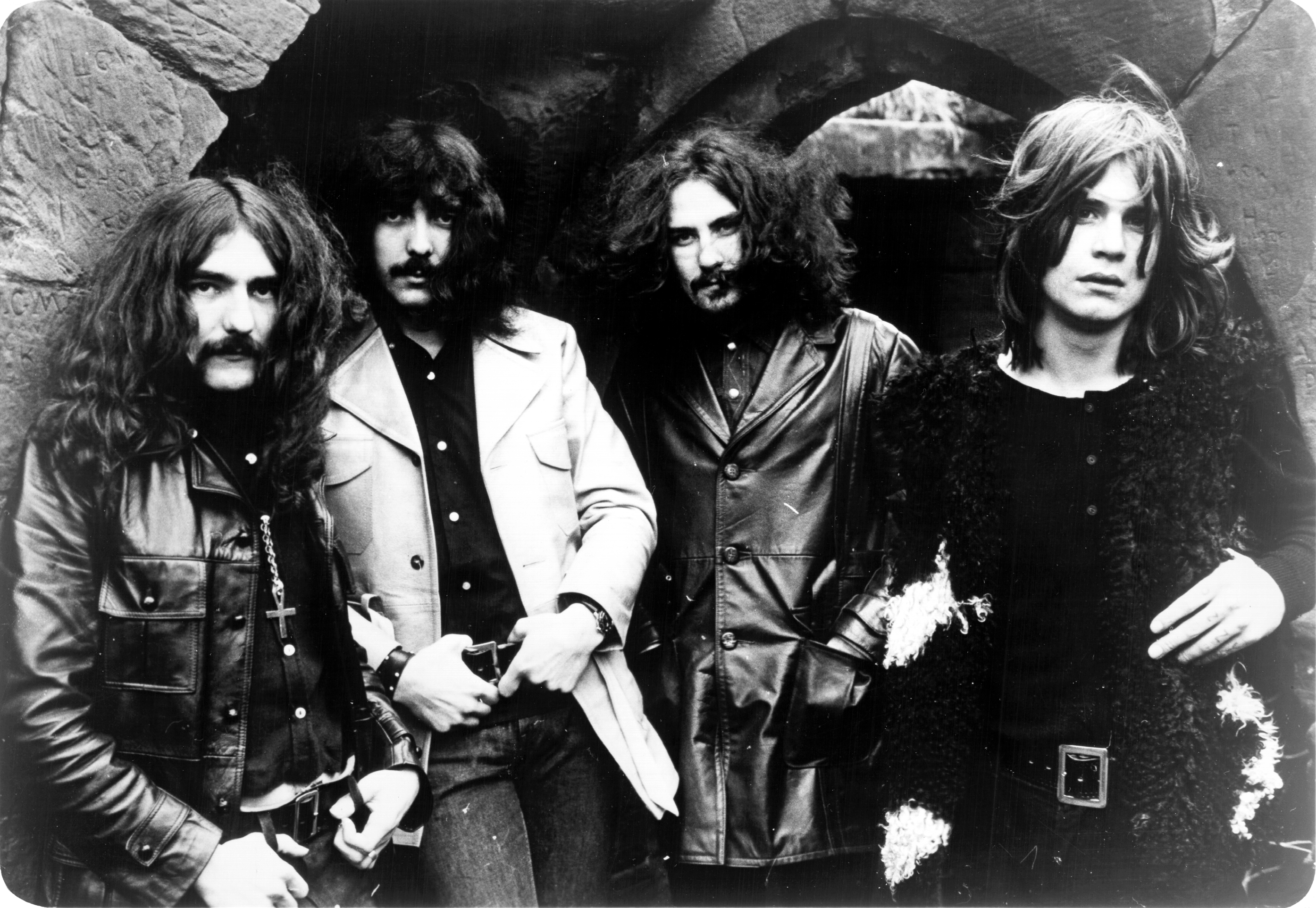
Membros fundadores do Black Sabbath

A banda Black Sabbath foi formada em Aston, Birmingham, Inglaterra, em 1968 por Geezer Butler, Tony Iommi, Ozzy Osbourne e Bill Ward, que cresceram perto uns dos outros, e do Villa Park, naquele distrito. A banda desenvolveu um estilo musical que viria a ser conhecido como Heavy Metal e alcançou sucesso mundial, vendendo mais de 75 milhões de álbuns. Osbourne foi demitido da  banda em 1979 e desfrutou de uma carreira solo bem-sucedida, mas ocasionalmente se reunia com o grupo. O último show de despedida da banda foi na Genting Arena em 2017, na conclusão da The End Tour, mas com Tommy Clufetos no lugar de Bill Ward.
Osbourne foi diagnosticado com Doença de Parkinson em Fevereiro de 2019, e sofreu danos na coluna devido a uma queda no mesmo ano. Ele raramente se apresentou nos anos seguintes, mas em Agosto de 2022, fez uma aparição surpresa junto de Iommi no encerramento dos Jogos da Commonwealth de 2022, no Alexander Stadium em Birmingham. Por volta do começo de 2025, ele havia perdido o poder de andar devido ao Parkinson. O evento beneficente de despedida do Black Sabbath e de Osbourne aos palcos foi anunciado pela esposa de Osbourne, Sharon Osbourne, em 5 de Fevereiro de 2025. O nome "Back to the Beginning" (De Volta ao Começo), faz referência à formação da banda em Aston, já que Osbourne insistiu em apresentar uma última performance para "retribuir ao lugar onde eu nasci".
Uma semana antes do evento, os quatro membros originais da banda foram nomeados Homens Livres da Cidade de Birmingham. Para coincidir com o evento, o Museu e Galeria de Arte de Birmingham lançou a exibição "Ozzy Osbourne: Herói da Classe Trabalhadora", colocando em exibição seus prêmios, memorabilia e fotografias. Um mural da banda foi pintado pelo artista local Mr Murals no exterior da estação de metrô Birmingham New Street, sendo finalizado dias antes do concerto. O mural foi visitado e autografado pelos quatro membros da banda em 29 de junho de 2025. Jack Osbourne promoveu a estréia no cinema de The Nine Lives Of Ozzy Osbourne no Millennium Point, nas vésperas do evento. O Legoland Discovery Centre dentro da Utilita Arena Birmingham criou uma réplica de Lego da banda para comemorar a ocasião. A Polícia de Midlands Ocidentais nomeou uma ninhada de sete filhotes de cães policiais da raça Sprocker Spaniel como Ozzy, Toni, Geezer, Billie, Sabbath, Wizard e Sharon.

## Produção

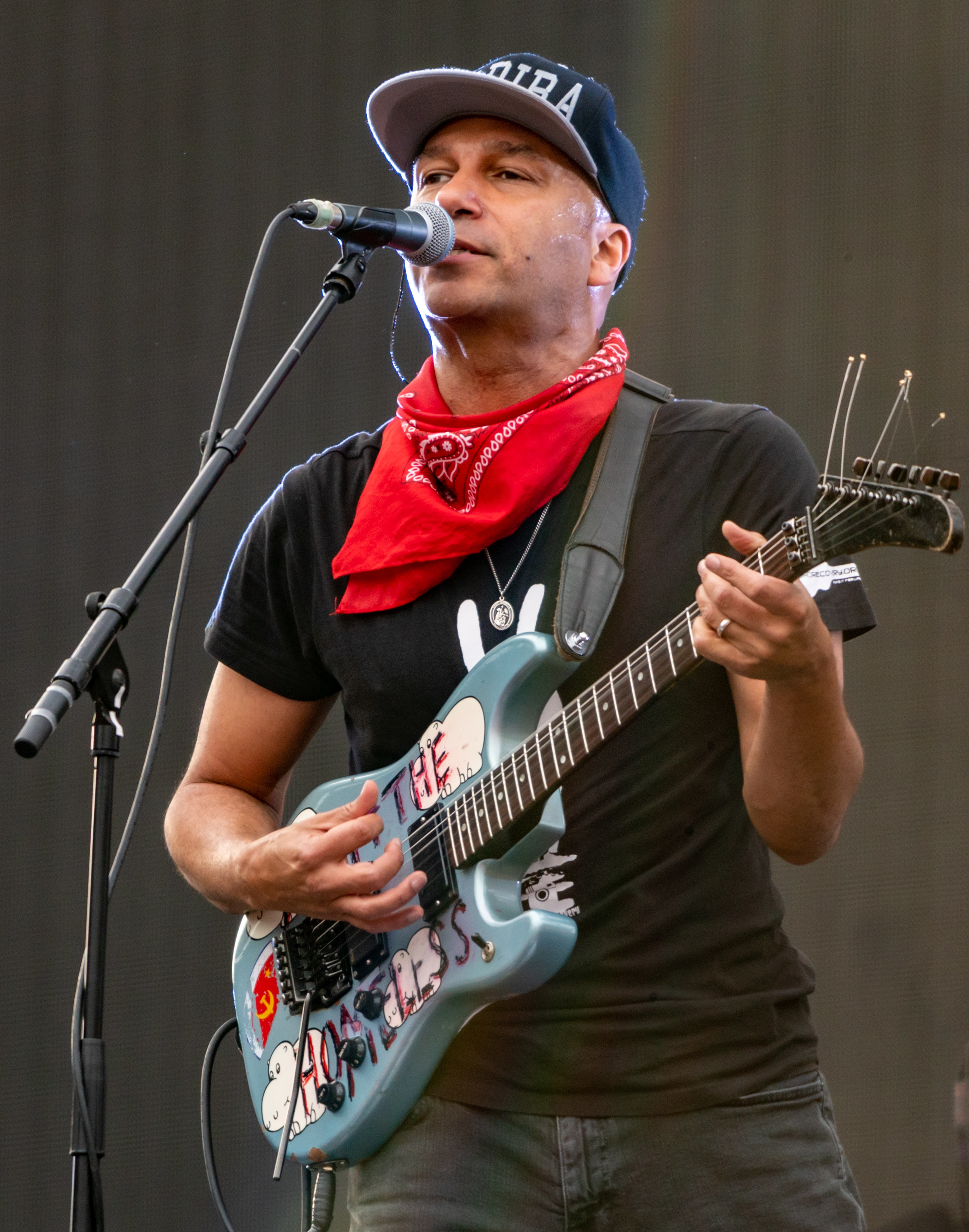
Tom Morello serviu como diretor musical

Tom Morello atuou como diretor musical do evento, que aconteceu em 5 de Julho de 2025 no Villa Park em Aston. Morello afirmou que sua intenção era fazê-lo ser "o maior show de heavy metal da história". Ele o comparou em alcance ao The Freddie Mercury Tribute Concert (evento semelhante feito pela banda Queen com vários artistas convidados, em homenagem póstuma a Freddie Mercury, cujo os lucros arrecadados foram usados para fundar a Mercury Phoenix Trust), e se sentiu grato que todos os membros do Black Sabbath estavam vivos para desfrutar da produção.
O evento no estádio foi produzido pela Live Nation, com a transmissão acompanhante sendo co-produzida pela Kiswe e Mercury Studios. Um palco giratório foi usado para transicionar rapidamente entre as apresentações dos artistas, emprestando o conceito conhecidamente usado para o ato londrino do Live Aid. O promotor Andy Copping da Live Nation trabalhou por dois anos para fazer acontecer o concerto. Seu desejo era que o evento fosse realizado em 2024, mas este foi atrasado depois de Osbourne ter contratempos devido a sua saúde.
Ozzy Osbourne: No Escape From Now, um futuro documentário do Paramount+ que seguiu Osbourne entre 2022 e 2025, mostrará o desenvolvimento do evento. Osbourne também escreveu sobre os preparativos do concerto em seu futuro livro de memórias, Last Rites.
O evento durou dez horas, começando as 13:00 BST e terminando no horário de recolher local de 23:00 BST. Sid Wilson da banda Slipknot performou um set de DJ pré-show enquanto os fãs entravam no estádio. O ator Jason Momoa, que estrelou um videoclipe não-lançado para a canção "Scary Little Green Men" de Osbourne, foi anfitrião do evento.
Tributos em video foram exibidos nos telões entre as apresentações com artistas que não puderam comparecer ao evento, incluindo AC/DC, Def Leppard, Billy Idol, Elton John, Cyndi Lauper, Marilyn Manson e Dolly Parton. Apresentações pré-gravadas também foram exibidas, incluindo "Mr. Crowley" por Jack Black e "Changes" por Fred Durst.
Após o fim do evento, Kelly Osbourne, filha de Ozzy e Sharon, aceitou o pedido de casamento feito no backstage por Sid Wilson. Ozzy Osbourne morreu dezessete dias após o concerto, em 22 de julho de 2025.

## Apresentações

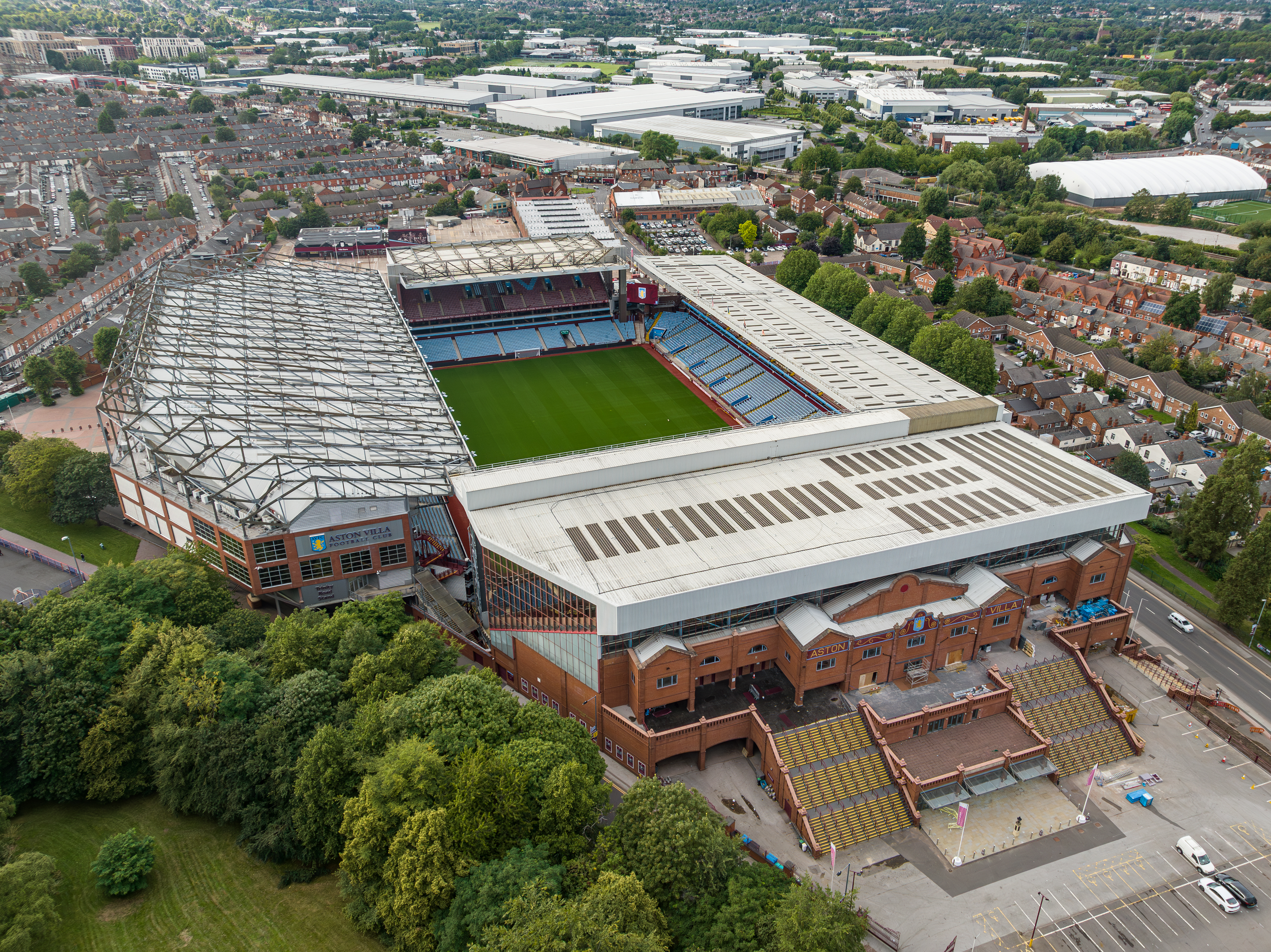
Villa Park, onde cerca de 45 000 fãs se reuniram para o evento

O concerto contou com 13 bandas, 3 músicos solos e 3 supergrupos. E teve um total de 71 músicas:
1. Mastodon (Brann Dailor, Nick Johnston, Bill Kelliher, João "Rasta" Nogueira, Troy Sanders)
- "Black Tongue"
- "Blood and Thunder"
- "Supernaut" (com Danny Carey, Eloy Casagrande, Mario Duplantier)

2. Rival Sons (Dave Beste, Jay Buchanan, Scott Holiday, Mike Miley, Jesse Nason)
- "Do Your Worst"
- "Electric Funeral"
- "Secret"

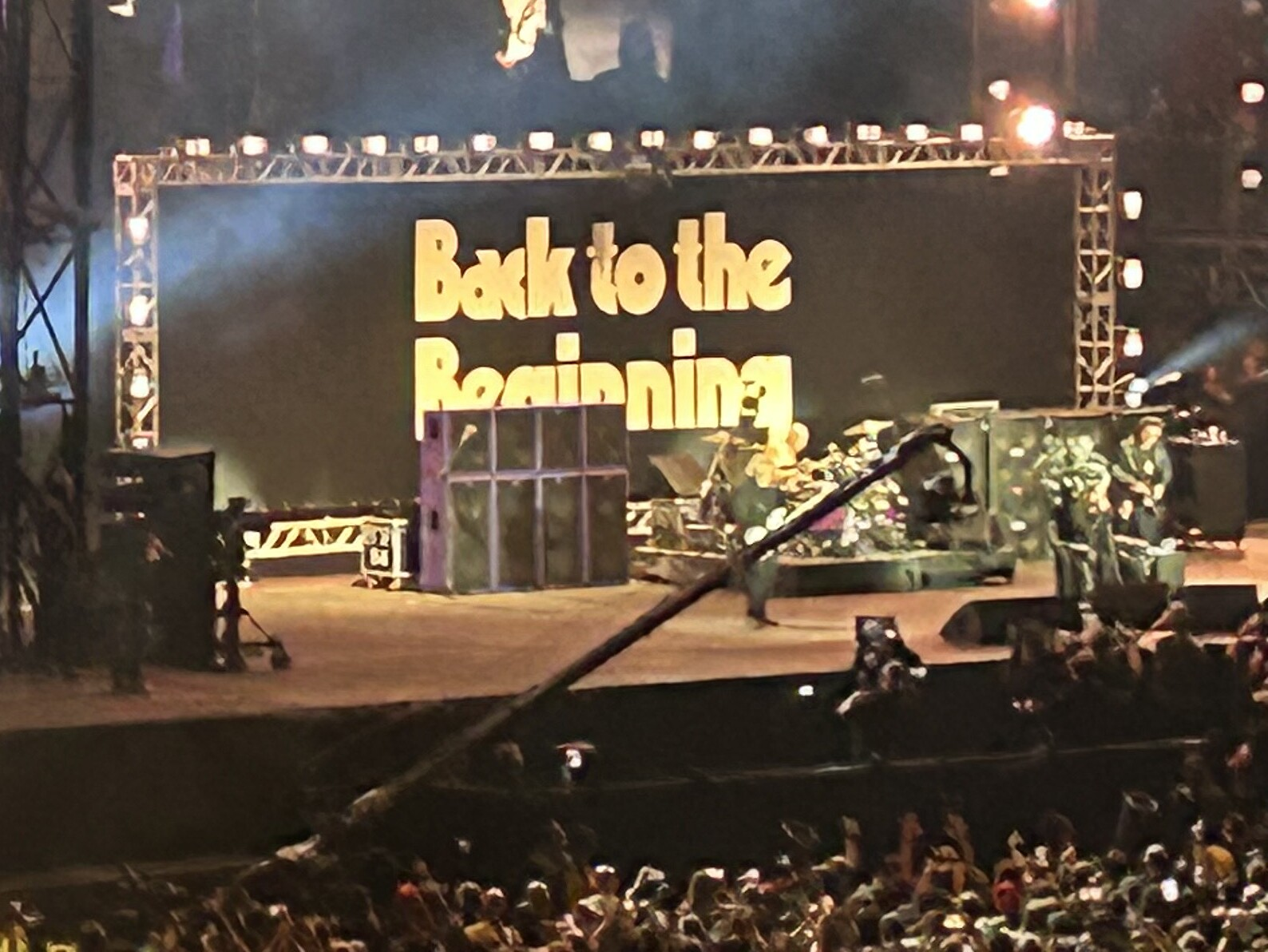
Black Sabbath se apresentando no evento, com Ozzy Osbourne cantando sentado em um trono

3. Anthrax (Joey Belladonna, Frank Bello, Charlie Benante, Jonathan Donais, Scott Ian) 
- "Indians"

- "Into the Void"

4. Halestorm (Arejay Hale, Lzzy Hale, Joe Hottinger, Josh Smith) 
- "Love Bites (So Do I)"
- "Rain Your Blood On Me"
- "Perry Mason"

5. Lamb of God (Willie Adler, Randy Blythe, John Campbell, Art Cruz, Mark Morton)
- "Laid to Rest"
- "Redneck"
- "Children of the Grave"

6. Tom Morello's All Stars (Supergrupo A)
- "The Ultimate Sin" (com Nuno Bettencourt, Mike Bordin, David Ellefson, Lzzy Hale, Jake E. Lee, Adam Wakeman)
- "Shot in the Dark" (com Bordin, David Draiman, Ellefson, Lee, Wakeman)
- "Sweet Leaf" (com Bettencourt, Bordin, Draiman, Ellefson, Ian)
- "Believer" (com Frank Bello, Bettencourt, Whitfield Crane, Ian, Sleep Token II, Wakeman)
- "Changes" (com Bello, Bettencourt, Sleep Token II, Wakeman, Yungblud)

7. Jack Black (com Revel Ian, Roman Morello, Yoyoka "YOYOKA" Soma, Hugo Weiss)  
- "Mr. Crowley" – pré-gravado

8. Alice in Chains (Jerry Cantrell, William DuVall, Mike Inez, Sean Kinney)
- "Man in the Box"
- "Would?"
- "Fairies Wear Boots"

9. Gojira (Christian Andreu, Joe Duplantier, Mario Duplantier, Jean-Michel Labadie)
- "Stranded"
- "Silvera"
- "Mea Culpa (Ah! Ça ira!)" (com Marina Viotti)
- "Under the Sun"

10. Drum-off (com Travis Barker, Carey, Chad Smith)
- "Symptom of the Universe" (ft. Bettencourt, Morello, Rudy Sarzo)

11. Tom Morello's All Stars (Supergrupo B)
- "Breaking the Law" (com Carey, Billy Corgan, K. K. Downing, Adam Jones, Morello, Sarzo)
- "Snowblind" (com Carey, Corgan, Downing, Jones, Morello, Sarzo)
- "Flying High Again" (com Bettencourt, Sammy Hagar, Vernon Reid, Sarzo, Smith, Wakeman)
- "Rock Candy" (com Bettencourt, Hagar, Morello, Sarzo, Smith, Wakeman)
- "Bark at the Moon" (com Barker, Bettencourt, Papa V Perpetua, Reid, Sarzo, Wakeman)
- "Train Kept A-Rollin" (com Barker, Bettencourt, Morello, Sarzo, Steven Tyler, Andrew Watt, Ronnie Wood)
- "Walk This Way" (com Bettencourt, Morello, Sarzo, Smith, Tyler, Watt)
- "Whole Lotta Love" (com Bettencourt, Morello, Sarzo, Smith, Tyler, Watt)

12. Pantera (Phil Anselmo, Charlie Benante, Rex Brown, Zakk Wylde) 
- "Cowboys from Hell"
- "Walk"
- "Planet Caravan"
- "Electric Funeral"

13. Tool (Carey, Justin Chancellor, Jones, Maynard James Keenan)
- "Forty Six & 2"
- "Hand of Doom"
- "Ænema"

14. Slayer (Tom Araya, Paul Bostaph, Gary Holt, Kerry King)
- "Disciple"
- "War Ensemble"
- "Wicked World"
- "South of Heaven"
- "Raining Blood"
- "Angel of Death"

15. Fred Durst (com Telalit Charsky, Mike Waldron)
- "Changes" – pré-gravado

16. Guns N' Roses (Isaac Carpenter, Richard Fortus, Duff McKagan, Axl Rose, Slash)
- "It's Alright"
- "Never Say Die"
- "Junior's Eyes"
- "Sabbath Bloody Sabbath"
- "Welcome to the Jungle"
- "Paradise City"

17. Metallica (Kirk Hammett, James Hetfield, Robert Trujillo, Lars Ulrich) 
- "Hole in the Sky"
- "Creeping Death"
- "For Whom the Bell Tolls"
- "Johnny Blade"
- "Battery"
- "Master of Puppets"

18. Ozzy Osbourne (com Tommy Clufetos, Inez, Wakeman, Wylde) 
- "I Don't Know"
- "Mr. Crowley"
- "Suicide Solution"
- "Mama, I'm Coming Home"
- "Crazy Train"

19. Black Sabbath (Osbourne, Geezer Butler, Tony Iommi, Bill Ward)
- "War Pigs"
- "N.I.B."
- "Iron Man"
- "Paranoid"

## Atrações canceladas

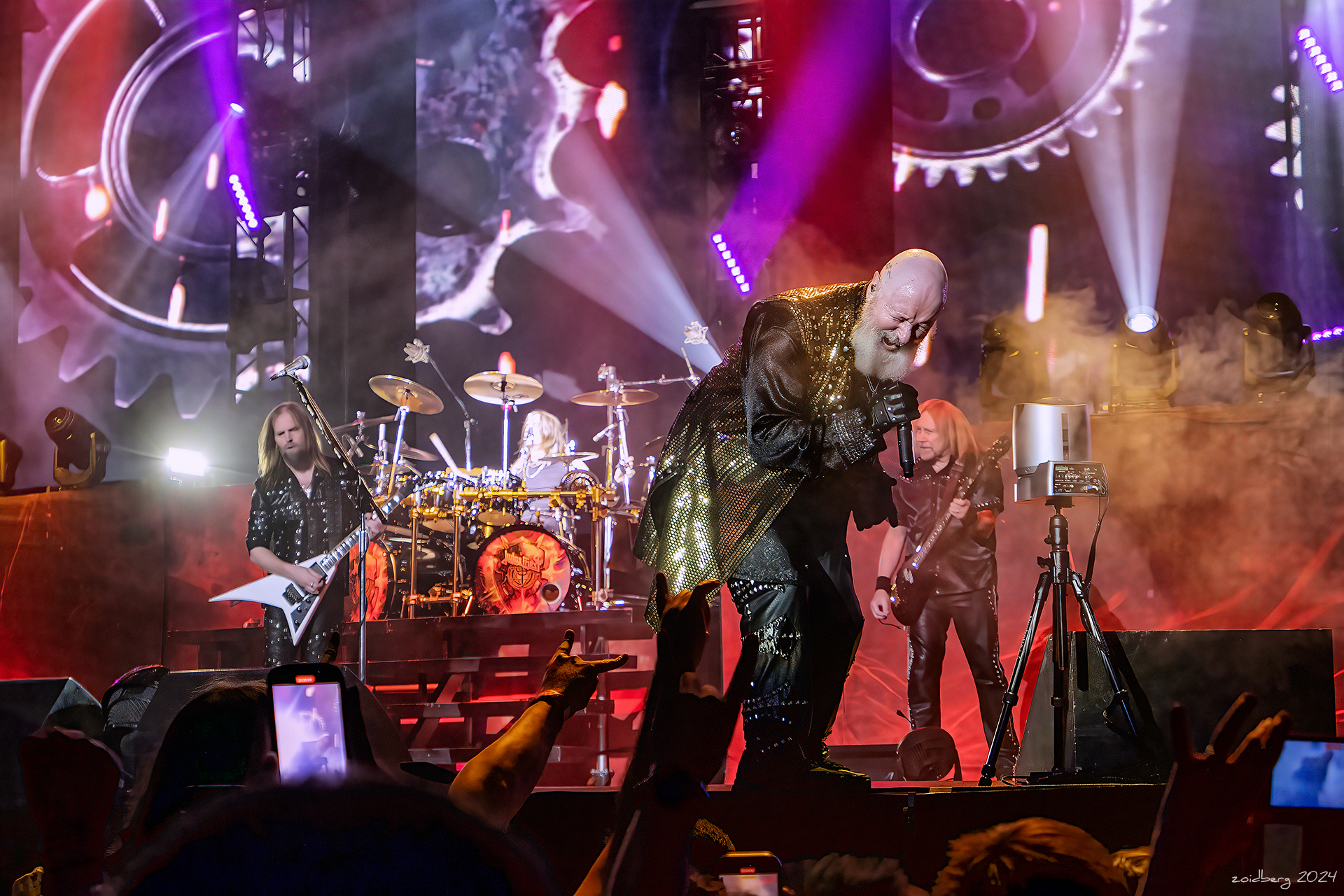
Judas Priest lançou uma versão de War Pigs em comemoração ao evento

A banda Judas Priest foi convidada a participar, mas não estava disponível pois estaria abrindo o concerto de 60 anos dos Scorpions em Hanôver, Alemanha, naquela mesma noite. Eles lançaram uma versão de "War Pigs", do Black Sabbath, na semana do evento em homenagem à banda. Alex Lifeson e Geddy Lee, da banda Rush, estavam originalmente programados para se apresentar, mas tiveram que desistir após "outros compromissos surgirem". Wolfgang Van Halen foi originalmente anunciado para o evento, mas desistiu, pois sua banda, Mammoth, estava abrindo os shows do Creed nos Estados Unidos, e a viagem não seria logisticamente possível. Os membros sobreviventes do Soundgarden (Matt Cameron, Ben Shepherd, e Kim Thayil) foram anunciados no evento, porém não se apresentaram devido a conflitos de agenda. Jonathan Davis, da banda Korn, também foi anunciado como um dos artistas do evento, porém só apareceu em um tributo em vídeo pré-gravado. A banda Mötley Crüe não pôde participar devido a "problemas de saúde entre a banda". A banda Megadeth não foi convidada para o evento, mesmo tendo expressado interesse. Sharon Osbourne desconvidou uma banda não identificada do concerto após o empresário da banda ter exigido pagamento pela participação, e prometeu revelar a identidade da banda após o encerramento do evento. Alguns fãs especularam que a banda em questão seria o Iron Maiden, porém Osbourne negou isto. Nos comentários de um post no Instagram, Kelly Osbourne negou que a banda em questão era o Megadeth. Outras bandas especuladas foram o Mötley Crüe e Kiss.

## Impacto financeiro

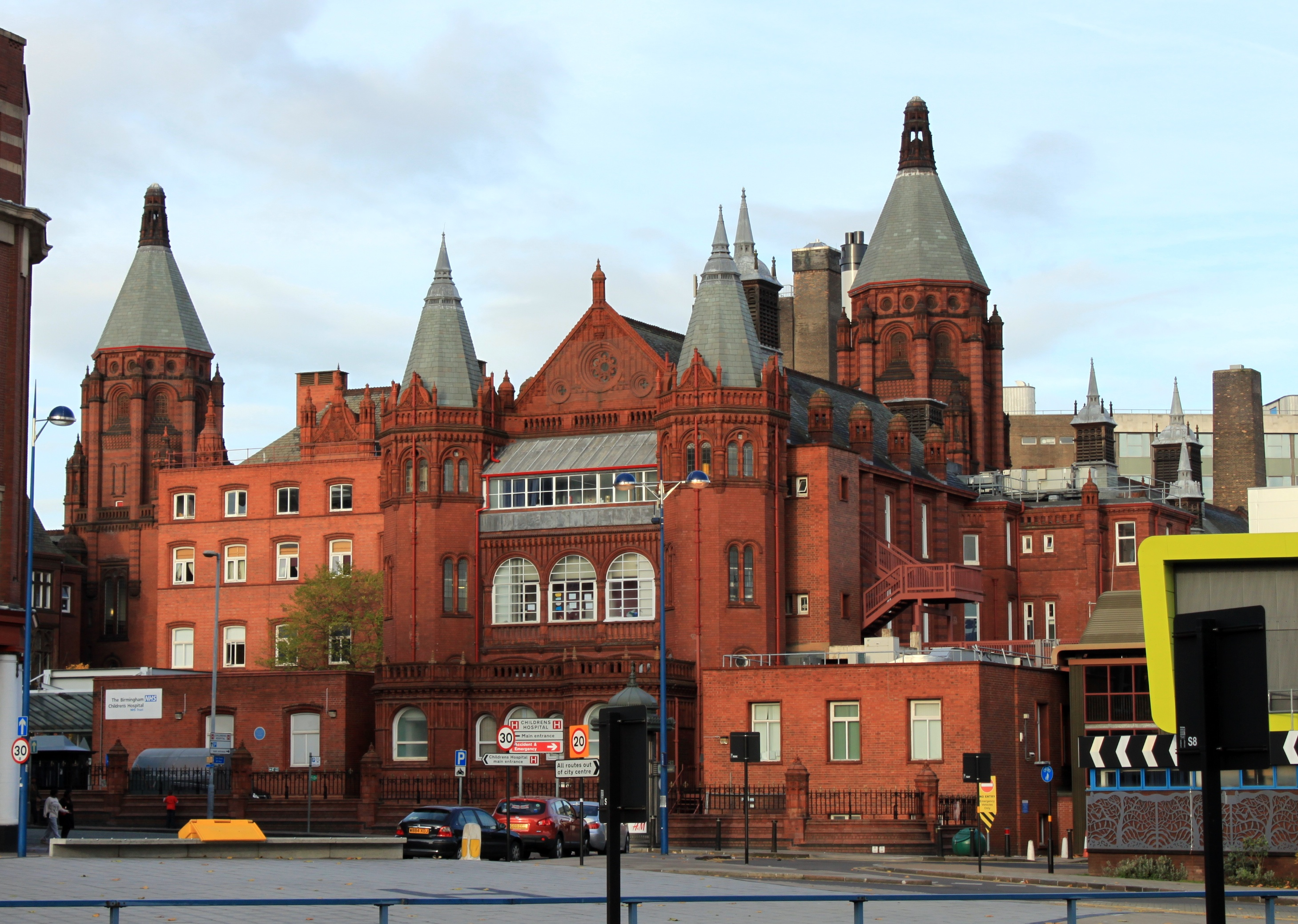
Hospital Infantil de Birmingham, um dos beneficiários do arrecadamento do evento

Todos os 45,000 ingressos para o evento foram esgotados em 16 minutos, com 150,000 pessoas tendo esperado em uma fila virtual pela oportunidade de entrar. Cerca de 20% dos ingressos foram comprados por fãs internacionais.
Todo o evento foi transmitido online via pay-per-view, com um atraso de transmissão de 2-3 horas, e teve em seu ápice 5.8 milhões de streams simultâneas. Alguns pubs anunciando transmissões coletivas foram forçados a cancelar depois da produtora Kiswe ameaçar tomar medidas legais caso tais estabelecimentos não comprassem licenças comerciais mais caras. Outros estabelecimentos foram em frente e transmitiram o evento mesmo assim, e reportaram casas lotadas e falta de cerveja para suprir a demanda do público.
A região atraiu um número estimado de 300,000 turistas para o show e outros eventos no mesmo final de semana, incluindo dois shows da ELO e uma partida teste de cricket, gerando um lucro de £20 milhões para a economia das Midlands Ocidentais. O evento arrecadou £140 milhões para a caridade, que será dividida igualmente entre o Acorns Children's Hospice, Birmingham Children's Hospital, e Cure Parkinson's.

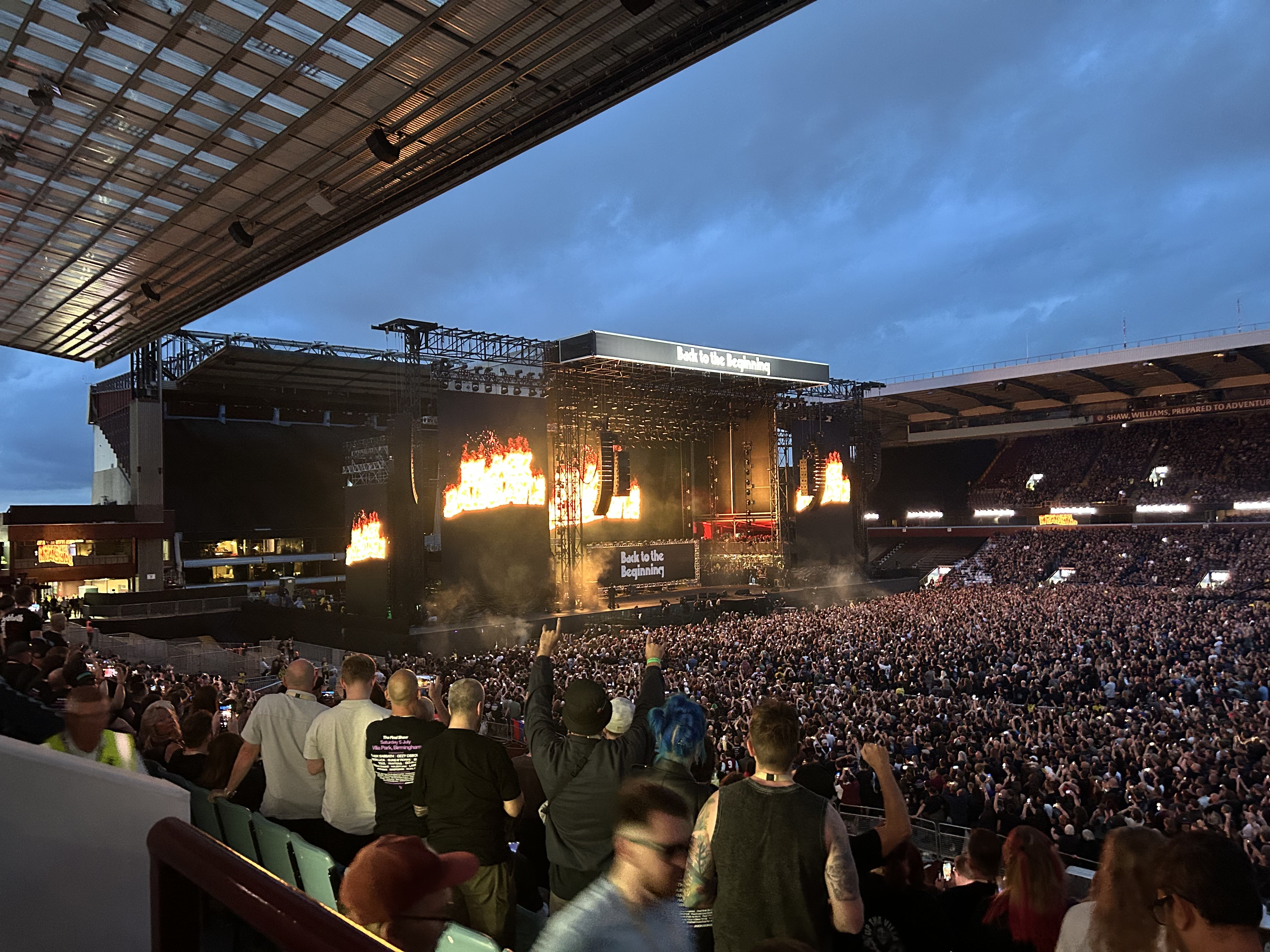
Villa Park durante o evento

## Polêmicas
Keith Kahn-Harris da revista The Quietus notou que vários subgêneros de metal não tiveram representação no concerto, por exemplo oGrindcore e o Doom metal (este sendo, dos subgêneros, o que mais foi inspirado na sonoridade dos primeiros trabalhos do Black Sabbath). Uma crítica lamentou que o evento só contou com quatro musicistas mulheres – Telalit Charsky, Lzzy Hale, Yoyoka "YOYOKA" Soma, e Marina Viotti.
A aparição de David Draiman foi recebida com vaias de parte da platéia, atitude que foi atribuída às suas visões políticas em apoio às Forças de Defesa de Israel. Draiman também vazou a programação do concerto no dia anterior ao evento. A decisão de exibir um tributo em vídeo de Marilyn Manson foi criticada, também sofrendo vaias de parte da platéia, já que o artista recentemente teria cancelado um show no Brighton Centre devido a repercussão negativa local às alegações de agressão sexual feitas contra o artista.

## Lançamentos

### Filme
Um Filme-concerto de 100 minutos do evento chamando Back to the Beginning: Ozzy's Final Bow receberá um lançamento teatral no começo de 2026. Este também receberá um lançamento em DVD e Blu-ray no mesmo ano.

### Audio

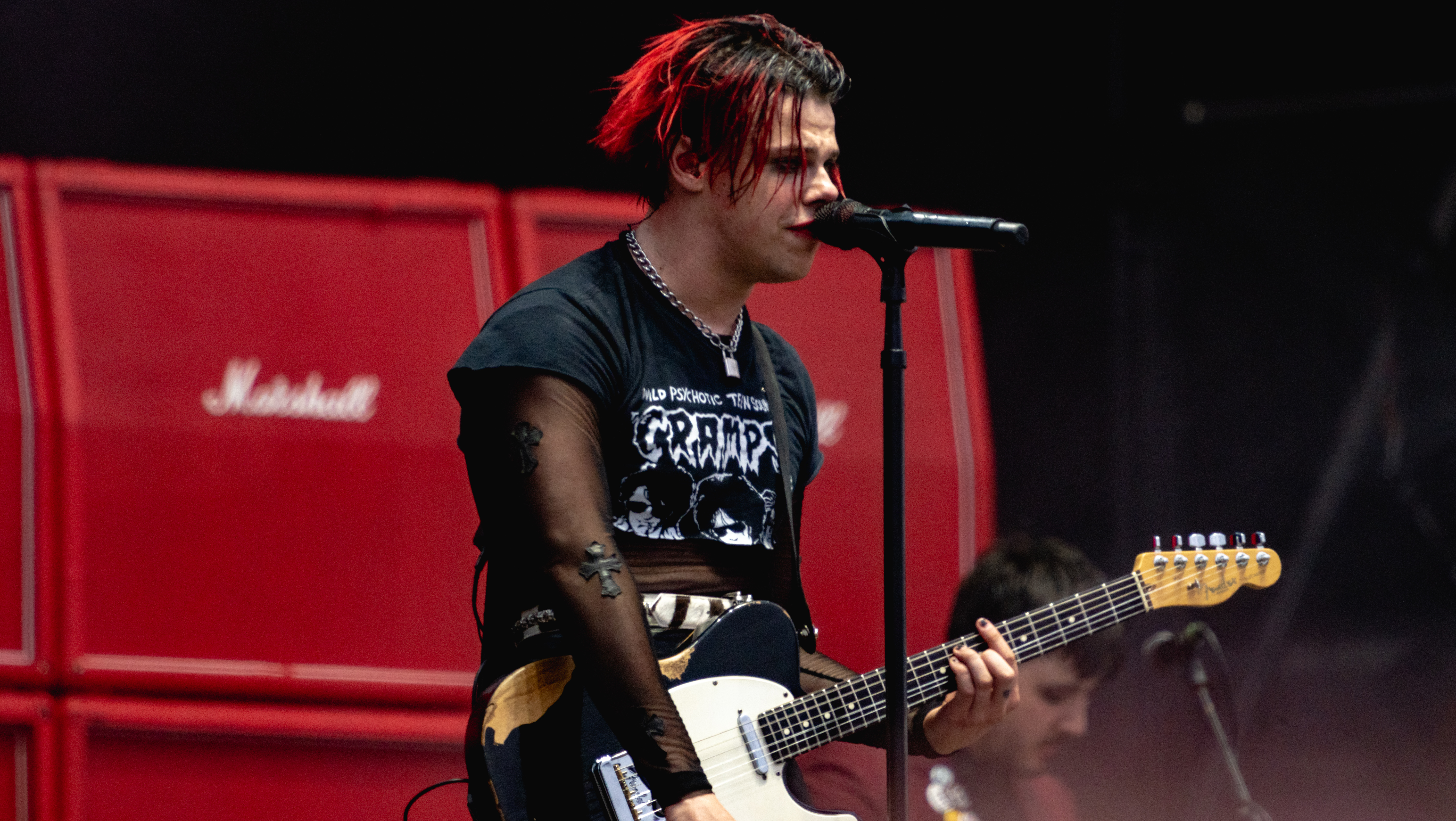
Yungblud, cuja versão de Changes foi amplamente elogiada

Yungblud lançou a sua versão de "Changes" apresentada no evento como um single beneficente em 18 de julho de 2025. Ele irá doar todos os lucros do single para as mesmas três instituições beneficiárias do evento principal.